# Ostrata
Ostrata – gmina w Czechach, w powiecie Zlín, w kraju zlińskim. Według danych z dnia 1 stycznia 2012 liczyła 389 mieszkańców.